# Neoromicia guineensis
Neoromicia guineensis (Bocage, 1889) è un pipistrello della famiglia dei Vespertilionidi diffuso nell'Africa subsahariana.

## Descrizione

### Dimensioni
Pipistrello di piccole dimensioni, con la lunghezza totale tra 60 e 72 mm, la lunghezza dell'avambraccio tra 23 e 35 mm, la lunghezza della coda tra 21 e 34 mm, la lunghezza del piede tra 6 e 11 mm, la lunghezza delle orecchie tra 6 e 12 mm e un peso fino a 5 g.

### Aspetto
La pelliccia è corta, soffice e densa. Le parti dorsali sono bruno-rossastre scure, mentre le parti ventrali sono leggermente più chiare, talvolta maculate. La base dei peli è ovunque più scura. Il muso è corto e largo, con due masse ghiandolari sui lati. Le orecchie sono relativamente corte, triangolari, ben separate tra loro e bruno-grigiastre. Il trago è lungo meno della metà del padiglione auricolare, più largo al centro, con il margine anteriore concavo, l'estremità arrotondata e un piccolo lobo triangolare alla base posteriore. Le membrane alari sono bruno-grigiastre scure con il bordo posteriore talvolta marcato di bianco. La coda è lunga ed inclusa completamente nell'ampio uropatagio, il quale è bruno-grigiastro scuro. Il calcar è fornito di un lobo terminale con il bordo convesso.

## Biologia

### Alimentazione
Si nutre di insetti catturati probabilmente sopra specchi d'acqua..

### Riproduzione
Femmine che allattavano sono state catturate nel Ghana agli inizi di novembre.

## Distribuzione e habitat
Questa specie è diffusa nell'Africa subsahariana, dal Senegal all'Etiopia orientale ad est fino alla Repubblica Democratica del Congo centro-meridionale a sud.
Vive nelle savane alberate e giardini tra 420 e 2.166 metri di altitudine.

## Tassonomia
Sono state riconosciute 2 sottospecie:
- N.g.guineensis: Senegal, Gambia, Guinea-Bissau, Guinea, Liberia, Burkina Faso, Costa d'Avorio, Ghana, Togo, Benin, Nigeria, Camerun, Repubblica Centrafricana;
- N.g.rectitragus (Wettstein, 1916): Sudan centrale, Sudan del Sud, Etiopia, Uganda settentrionale, Repubblica del Congo meridionale, Repubblica Democratica del Congo nord-orientale e centro-meridionale.

## Conservazione
La IUCN Red List, considerato il vasto areale e la popolazione presumibilmente numerosa, classifica N.guineensis come specie a rischio minimo (Least Concern)).